# Жирлеу
Жирлеу (рум. Jirlău) — село у повіті Бреїла в Румунії. Входить до складу комуни Жирлеу.
Село розташоване на відстані 118 км на північний схід від Бухареста, 61 км на захід від Бреїли, 71 км на південний захід від Галаца, 134 км на південний схід від Брашова.

## Населення
За даними перепису населення 2002 року у селі проживали 3459 осіб.
Національний склад населення села:
| Національність | Кількість осіб | Відсоток |
| -------------- | -------------- | -------- |
| румуни         | 3228           | 93,3%    |
| цигани         | 231            | 6,7%     |

Рідною мовою назвали:
| Мова      | Кількість осіб | Відсоток |
| --------- | -------------- | -------- |
| румунська | 3445           | 99,6%    |
| циганська | 14             | 0,4%     |